# Sainte-Solange
Sainte-Solange is een gemeente in het Franse departement Cher (regio Centre-Val de Loire) . De plaats maakt deel uit van het arrondissement Bourges. Sainte-Solange telde op 1 januari 2022 1.114 inwoners.

## Geografie
De oppervlakte van Sainte-Solange bedroeg op 1 januari 2022 31,85 vierkante kilometer; de bevolkingsdichtheid was toen 35 inwoners per km².
De onderstaande kaart toont de ligging van Sainte-Solange met de belangrijkste infrastructuur en aangrenzende gemeenten.

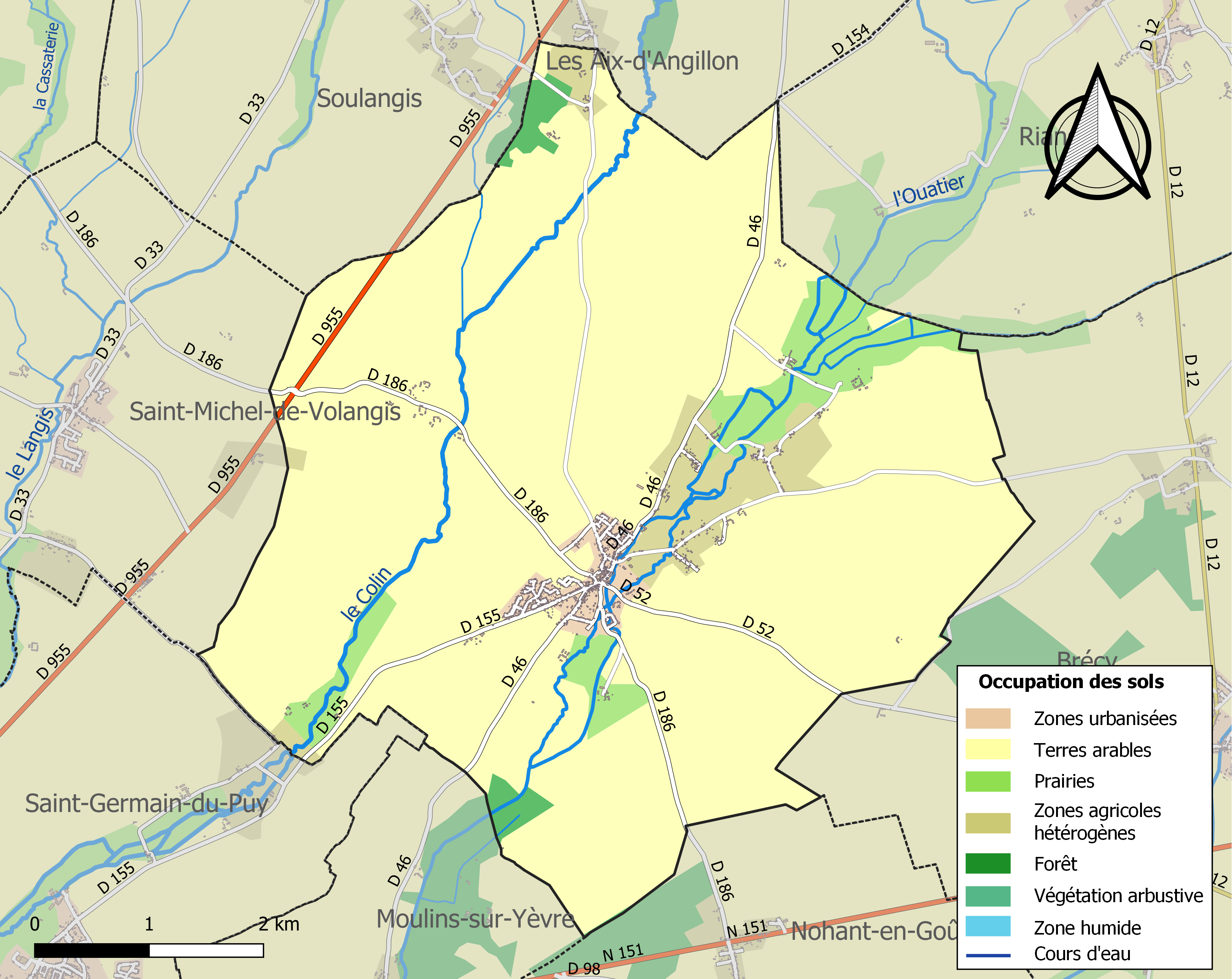

## Demografie
Onderstaande figuur toont het verloop van het inwonertal (bron: INSEE-tellingen).